# Obispo (Santos de los Últimos Días)

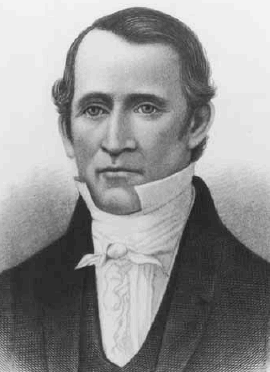
Edward Partridge, primer obispo de la Iglesia de Jesucristo, y por extensión, del mormonismo.

En el movimiento de los Santos de los Últimos Días, un obispo es el líder de una congregación local (conocida como barrio) con responsabilidades similares a las de un pastor, sacerdote, o rabí. Esta posición no es remunerada. Es comúnmente ocupado por el sumo sacerdote de Melquisedec.
El papel de un obispo varía en las diferentes denominaciones de los Santos de los Últimos Días; sin embargo, comparten rasgos comunes.

## Historia del oficio
El 4 de febrero de 1831, Edward Partridge se convirtió en el primer obispo en la Iglesia de Cristo, la primera del mormonismo. Los deberes del cargo eran supervisar los asuntos y las finanzas de la iglesia tras la implantación de la ley de consagración, que obligaba a los fieles a donar sus propiedades a la iglesia para ser repartidas equitativamente entre los fieles. 
Partridge presidió la iglesia de Missouri en ausencia de Joseph Smith, y poco después, él y su familia emigraron a la nueva colonia de la iglesia en el condado de Jackson en Misuri, de la que fue también obispo.
Newel K. Whitney fue otro de los primeros obispos de la Iglesia de Cristo, concretamente del barrio de Kirtland, en Ohio; lugar que fue sede  de la iglesia entre 1831 y 1838.
Cuando los Santos de los Últimos Días se asentaron en Nauvoo, el condado se dividió entres barrios administrativos: el barrio superior (en inglés, upper ward), el barrio medio (middle ward) y el barrio inferior (lower ward), presididos por Partridge, Whitney y Vinson Knight; respectivamente 
Con el paso del tiempo, se creó el puesto de, se creó el cargo de obispo presidente. Partridge es considerado el Primer Obispo Presidente de la iglesia, aunque ni él ni sus contemporáneos lo vieron como un superior a otros obispos de la iglesia en ese período.
Las funciones de obispo y obispo presidente se fueron definiendo de manera diferente por cada una de las denominaciones resultantes de la crisis de sucesión de 1844.

## Obispos levíticos
Según las Escrituras de los Santos de los Últimos Días, un obispo de la iglesia no necesita ser sumo sacerdote ni necesita consejeros si es levita y descendiente directo de Aarón, el hermano de Moisés. 
Los fieles a la Iglesia Remanente de Jesucristo de los Santos de los Últimos Días, creen que W. Kevin Romer, su obispo presidente, es descendiente directo de Aaron, y como tal, posee el cargo de Sumo Sacerdote Aarónico.

## Obispos en la Iglesia de Jesucristo de los Santos de los Últimos Días
En la Iglesia de Jesucristo de los Santos de los Últimos Días, la denominación más grande del mormonismo, los obispos son llamados de entre los miembros de una congregación local, conocida como barrio, y tradicionalmente sirven sin remuneración durante un periodo de entre cuatro y siete años. Un obispo debe ser un poseedor digno del sacerdocio de Melquisedec  y, por normal general, debe estar casado. El obispo sirve como sumo sacerdote presidente del barrio. Un obispo sirve simultáneamente como presidente del Sacerdocio Aarónico y presidente del cuórum de presbíteros del barrio. Si una rama posee un presidente de rama, este realizará las funciones del obispo y no será necesario que sea sumo sacerdote. 
A menudo, al obispo se le denomina el padre del barrio  ya que es el miembro de la jerarquía eclasiástica´ que está más íntimamente involucrado con cada uno de los miembros del barrio. Al grupo formado por un obispo y sus dos consejeros se le denomina obispado. Los consejeros de un obispo son generalmente sumos sacerdotes, pero hay excepciones, como en un barrio de solteros, donde los consejeros pueden ser Élders.
El cargo inmediatamente superior al del obispo es el presidente de estaca, cuya función es guiar, formar y aconsejar a los obispos de los barrios dentro de los límites de su estaca. Para esta labor, cuenta con la asistencia de dos consejeros y un sumo consejo de estaca. Aunque los nuevos obispos son recomendados por el presidente de estaca, deben ser aprobados y llamados por la Primera Presidencia de la iglesia. Antes de la ordenación, esta debe ser aprobada por consentimiento común de los miembros de la estaca.

### Funciones
El obispo es el principal responsable de todo lo que ocurre en el barrio, aunque puede delegar tareas especificas a sus consejeros. Sus deberes incluyen presidir reuniones y servicios de adoración; servir como presidente del cuórum de sacerdotes del barrio; actuar como "juez en Israel" o "juez común"; proporcionar ayuda financiera temporal a los miembros del barrio; servir como sumo sacerdote presidente del barrio; y organizar y gestionar las organizaciones auxiliares de su barrio. 
Después de ser llamado, un obispo es ordenado sumo sacerdote (si aún no lo es) y luego es ordenado obispo. La ordenación se realiza mediante la imposición de manos por parte del presidente de estaca. El obispo conserva su oficio de por vida, aunque haya sido relevado de sus funciones.
- Presidir los servicios: cada domingo, el obispo es responsable de organizar el servicio de adoración principal, llamada reunión sacramental: es responsable de seleccionar oradores de entre los miembros del barrio, los miembros del sumo consejo y, en ocasiones, puede traer a oradores invitados. También puede actuar él mismo como orador. Un miembro del obispado dirige la reunión, presenta a los oradores y ocasionalmente concluye la reunión con algunos comentarios.[13] Una vez al mes, normalmente el primer domingo del mes, se lleva a cabo una "reunión de ayuno y testimonio", en la que se invita a los asistentes a ponerse de pie y dar testimonio de Jesús y su obra e influencia.
- Presidente del cuórum de presbíteros : el obispo es el presidente del Sacerdocio Aarónico y del cuórum de presbíteros del barrio. Selecciona a dos sacerdotes para que sirvan como primer y segundo asistentes del obispo.
- Formación: El obispo ayuda a preparar a cada sacerdote para sus labores como misionero y prepararse para recibir las ordenanzas del templo.
- Es responsable de los bautismos de nuevos miembros y de la obra misional en el barrio. [14]

- Juez en Israel: 

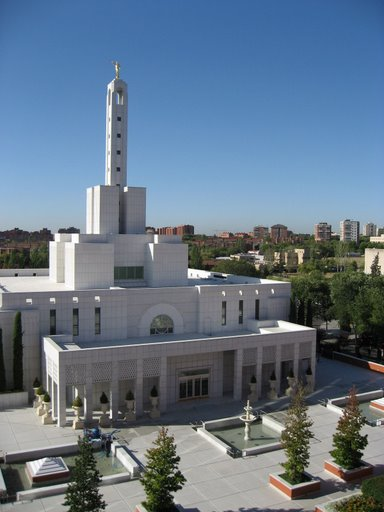
Templo de Madrid. Los fieles que deseen acceder a su interior necesitan una recomendación de un obispo.

  - El obispo es el responsable de otorgar recomendaciones para el templo a aquellos miembros que, en su opinión, sigan los principios básicos de la iglesia y sean dignos de ingresar al templo.
  - Los miembros buscan orientación del obispo para superar desafíos personales. Los pecados considerados graves por la iglesia deben confesarse al obispo, quien ayuda a los miembros en el proceso de arrepentimiento.
  - En algunos casos, el obispo podrá formar un consejo de membresía de la iglesia para retirar y restringir membresía de un miembro dependiendo de la gravedad percibida de su pecado y su actitud.
  - El obispo también tiene la autoridad y el deber de aconsejar a los miembros sobre asuntos espirituales y actúa como "juez común" en caso de disputas entre miembros del barrio. Los obispos normalmente se abstienen de involucrarse en asuntos que han sido llevados ante la ley.
- Gestionar la economía de la iglesia: Tiene la responsabilidad de supervisar el pago de diezmos por parte de los miembros y ofrendas en un barrio. Debe contabilizar con precisión todo el dinero donado. El obispo también tiene la autoridad para autorizar asistencia financiera o en forma de alimentos y artículos para el hogar.
- Servir como sumo sacerdote presidente del barrio: como sumo sacerdote presidente, el obispo dirige las reuniones y tiene la autoridad del sacerdocio para emitir llamamientos y aprobar la realización de ordenanzas, como los bautismos y la administración de sacramentos. Los sumos sacerdotes que residen en varios barrios que forman una estaca forman parte de un cuórum dirigido por el presidente de estaca.
- Organizar y administrar las otras organizaciones del barrio : el obispo es responsable de llamar a un presidente para cada una de las organizaciones de la iglesia.

### Presidentes de rama
En congregaciones pequeñas que no son lo suficientemente grandes como para ser un barrio, el sacerdote de Melquisedec se denomina presidente de rama y no obsipo. En casos excepcionales en los que no hubiera un sacerdote de Melquisedec, un sacerdote aarónico podría ser nombrado presidente.

### Obispo presidente
La Iglesia SUD también tiene un Obispo Presidente que supervisa los asuntos temporales de la iglesia y brinda asistencia e instrucción a los distintos obispados en todo el mundo.

## Obispos en la Comunidad de Cristo
Las funciones de los obispos de la Comunidad de Cristo son más similares a las que tenían antes de la muerte de Joseph Smith. No son ni pastores ni presidentes de rama, sino funcionarios financieros. La presidencia recae en el Obispado Presidente (compuesto por el Obispo Presidente y dos consejeros).
Si bien todos los obispos, al ser fieles a la iglesia, forman parte de una congregación; sus funciones no se limitan a esta, sino que presiden jurisdicciones más amplias o apoyan a quienes lo hacen. 
Algunos países tienen un obispo nacional. Anteriormente, las estacas también tenían obispos.
En consecuencia, esto hace que el cargo de obispo sea algo poco común. En los últimos años, algunos centros misioneros han tenido varios obispos para ayudar a promover los diversos ministerios asociados con la buena mayordomía.